# Wielkanoc piemoncka

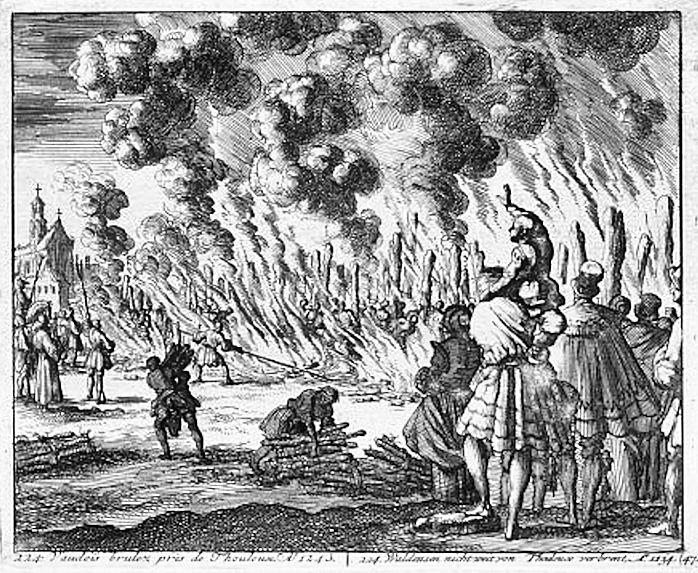

Wielkanoc piemoncka (w jęz. fr.: Les Pâques piémontaises) – masakra waldensów dokonana przez wojska księżnej Sabaudii w dniu 24 kwietnia 1655.
Lata 1655 do 1690 to okres największych prześladowań przeciwko waldensom w Sabaudii i Piemoncie. W tym okresie Kościół rzymskokatolicki we Francji triumfuje: klęska militarna hugenotów, odwołanie edyktu nantejskiego, nadanie klerowi katolickiemu monopolu w oświacie oraz kontroli nad życiem osobistym wszystkich Francuzów. W sąsiednim księstwie Sabaudii rządzi regentka Krystyna – siostra króla Francji Ludwika XIII, która podporządkowuje się polityce francuskiej. Tak jak wszyscy ówcześni monarchowie katoliccy, uważa ona, że "wytępienie heretyków" jest koniecznością.
Pierwsze represje dosięgają waldensów w Sabaudii. Wojska książęce pod dowództwem markiza Pianezzy, liczące 4000 żołnierzy, okupują doliny, zamieszkane przez waldensów, zmuszają ich do płacenia daniny i zakwaterowują się w ich domach. Ta sytuacja szybko doprowadza do tragicznych wydarzeń: 24 kwietnia 1655 roku żołnierze zajmują miejscowość Pra de la Tour, podpalają i burzą domy oraz mordują wszystkich mieszkańców. W kolejnych dniach takie same wydarzenia mają miejsce m.in. w Villar i Bobbio Pellice. Burzenie miejscowości, torturowanie i masakrowanie ludności dokonuje się we wszystkich dolinach, zamieszkanych przez waldensów. Część ludności próbuje stawiać opór: uciekają w wysokie góry, gdzie organizują obronę: np. Josué Janavel przez kilka dni broni wsi Rora. Część waldensów ucieka do Francji, gdzie udaje im się zaalarmować państwa protestanckie, takie jak Anglia, które podejmują interwencje dyplomatyczne. Do waldensów dołączają francuscy ochotnicy-hugenoci i mimo formalnego poddania się waldensów w dniu 10 maja 1655, walki partyzanckie trwają nadal.
Pod presją państw protestanckich księżna Sabaudii wycofuje wojska i przyznaje waldensom prawo powrotu do ojczyzny, jednak są to ustępstwa pozorne. Następują konfiskaty ziemi, porwania dzieci i procesy o herezję. Powoduje to wybuch powstania waldensów, które zmusza księżnę do podpisania kolejnego zawieszenia broni w 1664 r. Przywódcy powstania, m.in. Janavel i Leger uciekają za granicę do Genewy i Niderlandów.